# Етрепији (Ен)
Етрепији (фр. Etrépilly) је насеље и општина у Француској у региону Пикардија, у департману Ен.
По подацима из 1990. године у општини је живело 305 становника, а густина насељености је износила 22 становника/km².

## Демографија
| 1962. | 1968. | 1975. | 1982. | 1990. | 2011. |
| ----- | ----- | ----- | ----- | ----- | ----- |
| 90    | 107   | 70    | 87    | 87    | 81    |